# Grolley
Grolley är en ort och kommun i distriktet Sarine i kantonen Fribourg, Schweiz. Kommunen hade 2 120 invånare (2023).